# Ministerium für Gesundheit, Arbeit und Soziales

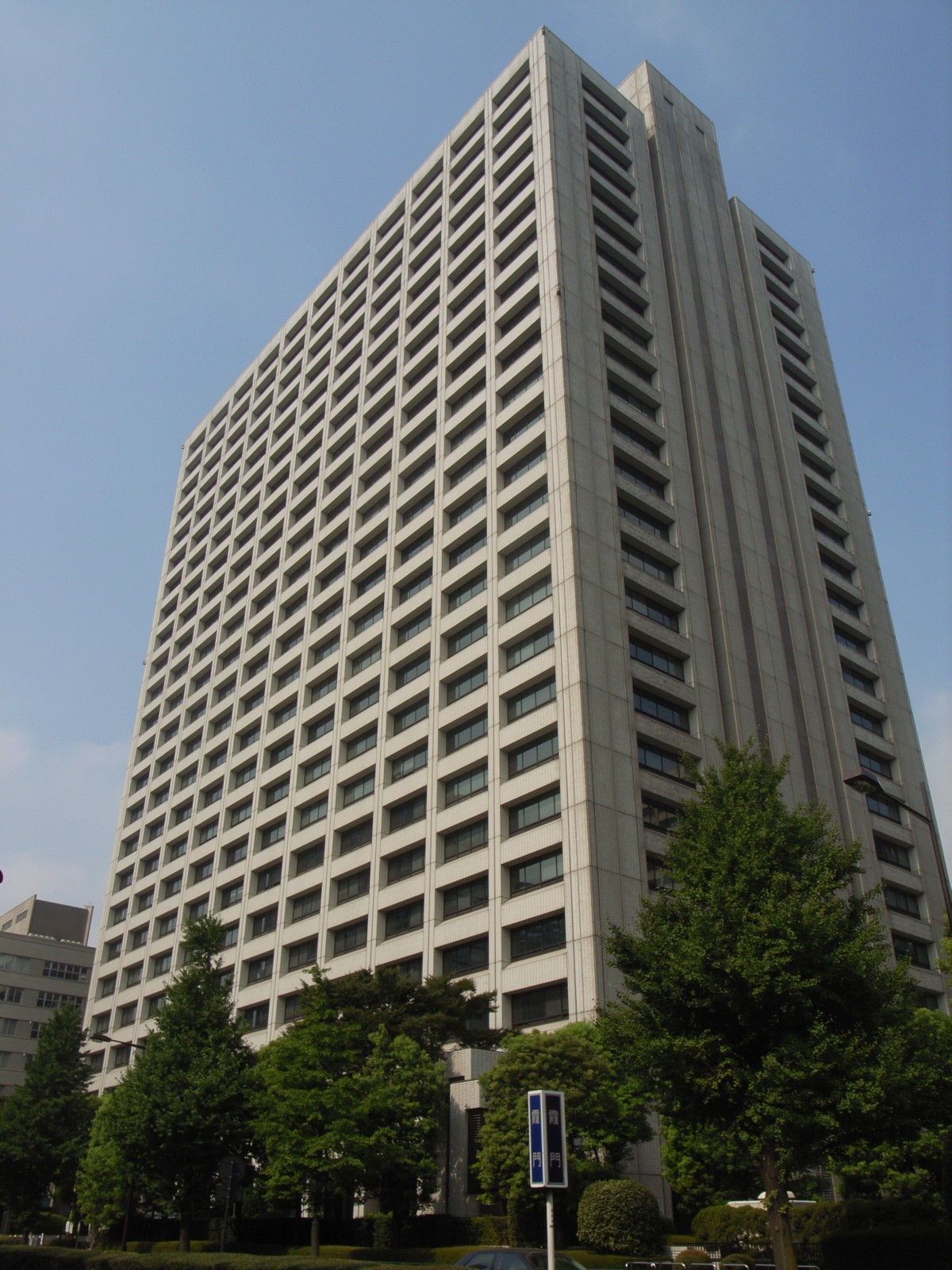
Das Zentralregierungsgebäude Nr. 5 im Stadtteil Kasumigaseki, Chiyoda (Tokio) ist Sitz des MHLW und des Umweltministeriums.

Das japanische Ministerium für Gesundheit, Arbeit und Soziales (englisch Ministry of Health, Labour and Welfare, MHLW für japanisch 厚生労働省 Kōsei Rōdō-shō, Ministerium für Soziales und Arbeit) entstand in der Verwaltungsreform von 2001 durch die Zusammenlegung des Ministeriums für Gesundheit und Soziales (englisch für das 厚生省 Kōsei-shō, das Sozialministerium) und des Ministeriums für Arbeit (労働省, Rōdō-shō). Das MHLW ist zuständig für das Rentensystem, die Gesundheitsversorgung und die staatliche Krankenversicherung, die Arbeitslosenversorgung, den Arbeitsmarkt und den Arbeitsschutz. Damit ist es für die meisten Sozialleistungen Japans verantwortlich, die im Fiskaljahr 2007 mit 21 Billionen Yen fast die Hälfte der Ausgaben des japanischen Haushalts von 46 Billionen Yen (ohne Schuldendienst und Zuweisungen an die Gebietskörperschaften) ausmachen.
Dem Ministerium sind das Sozialversicherungsamt (社会保険庁, Shakai Hoken-chō) und die Zentrale Kommission für Arbeit (中央労働委員会, Chūō Rōdō Iin-kai) untergeordnet. Außerdem wird das Nationale Showa-Gedächtnismuseum betrieben.